# Virtual Shtetl
Virtual Shtetl（意为“虚拟犹太村”）是华沙波兰犹太人历史博物馆的门户网站，专门介绍波兰的犹太人历史，内容以波兰语和英语写成。网站于2009年7月16日正式上线，创始人是阿尔伯特·斯坦科夫斯基。网站门户列出了1,900座城镇，包括地图、统计数字和图集。